# IKnow Electric Re-Bop Double Band
iKnoW Electric Re-Bop Double Band（アイノウ エレクトリック リバップ ダブル バンド）は、日本のバンド。

## メンバー
- 類家心平(Tp)
- 松丸契(As,Ss)
- 加藤一平(G)
- 細井徳太郎(G)
- ナスノミツル(B)
- 高橋佳輝(B)
- 石若駿(Ds)
- 芳垣安洋(Ds)

## 過去のライブ
- 2022年6月17日（金）新宿ピットイン
- 2023年1月16日（月）新宿ピットイン[1]
- 2023年9月4日（月）荻窪ベルベットサン
- 2024年1月11日（木）新宿ピットイン